# 조선광선은행
조선광선은행(朝鮮光鮮銀行)은 조선민주주의인민공화국의 은행이다. 조선민주주의인민공화국 무역은행의 지도를 받는 외국환전문은행으로 알려져 있다. 또한 군수 거래와 김정은의 통치자금 등을 다루는 은행으로 알려져 있다.
2009년 8월 11일 미국 재무부는 조선광선은행이 미사일과 대량살상무기의 확산과 관련해 단천상업은행과 조선용봉총회사, 조선혁신무역회사 등 유엔 안전 보장 이사회 결의 제1718호를 위반한 기업에 자금을 지원했다며 조선광선은행의 미국 내 자산을 동결시키고 미국 금융기관과의 거래를 중단하는 조치를 내렸다. 2013년 3월에는 중화인민공화국 금융 당국이 랴오닝성 단둥 시에 있는 조선광선은행 대표부의 계좌 동결 조치를 취하고 송금과 외환거래, 무역거래 등 일체의 금융 거래를 중지시켰다. 2017년 3월 7일에는 SWIFT에서 조선광선은행을 차단했다.
조선광선은행은 2016년 3월 북핵 개발의 자금줄로 지목되면서 유엔 안전보장이사회(안보리) 제재 대상으로 지정된 바 있는데, 같은해 9월 중국 랴오닝의 홍샹(Hong Xiang)그룹이 북핵 개발에 개입했다는 의혹이 불거지면 다시 주목을 받았는데, 홍샹그룹의 자회사인 단동의 홍샹실업물류 유한공사의 2대 주주가 조선광선은행으로 드러나면서 마무리되었다.